# 언문 철자법
언문 철자법(諺文綴字法)은 1930년에 조선총독부가 정한 한국어 맞춤법이다.

## 경위
1912년에 ‘보통학교만들게 되었다. 작업은 1928년부터 제1차 조사회(조사 위원: 박승두(朴勝斗), 박영빈(朴永斌), 심의린(沈宜麟), 이세정(李世楨))를 거쳐 학무국 원안을 작성하여 1929년부터 제2차 조사회(조사 위원: 권덕규(権悳奎), 김상회(金尙會), 신명균(申明均), 심의린(沈宜麟), 이세정(李世楨), 이완응(李完應), 장지영(張志暎), 정열모(鄭烈模), 최현배(崔鉉培), 오구라(小倉進平), 다카하시(高橋亨), 다나카(田中德太郞), 니시무라(西村眞太郞), 후지나미(藤波義貞))에서 원안을 심의했다.
이 맞춤법의 특징은 그 이전에 총독부에서 만든 맞춤법과 비교하여 형태주의적인 표기법을 널리 도입한 점이다. 이는 조사 위원에 권덕규, 신명균, 심의린, 정열모, 최현배 등 주시경 문하에 있던 형태주의파 학자들이 많이 참여해 그들의 의견을 채택한 것으로 추정된다. 다만 형태주의에 대한 표음주의파의 반발도 적지 않았다고 추측되며 언문 철자법에 나타난 불완전한 형태주의는 두 파의 갈등의 산물이라고도 할 수 있다. 따라서 형태주의파는 그 후 조선어학회(현 한글학회)에 무대를 옮기고 형태주의적인 표기를 더 추진시켜 1933년에 ‘한글 맞춤법 통일안’을 정하게 된다. 해방 후, 남북 분단 후의 맞춤법은 이 ‘한글 맞춤법 통일안’을 기초로 형성된다.

## 구성
언문 철자법은 총설과 각설로 이루어지며 총설은 3항, 각설은 25항이다. 또 부기 2항이 있다. 그리고 언문 철자법 본문과 별도로 띄어쓰기에 관한 규정(‘分別書方’)이 3항 있다.

## 특징
아래에 남북의 현행 맞춤법(한글 맞춤법, 조선말규범집)과 차이가 나는 점을 중심으로 언문 철자법의 특징을 기술한다.

### 자모
자모에 관한 규정은 특별히 없다. 다만 자음 자모의 명칭에 관해서는 부기 1에 다음과 같이 규정되어 있다.
ㄱ：기역, ㄴ：니은, ㄷ：디귿, ㄹ：리을, ㅁ：미음, ㅂ：비읍, ㅅ：시옷
ㅇ：이응, ㅈ：지읒, ㅊ：치읓, ㅋ：키윽, ㅌ：티읕, ㅍ：피읖, ㅎ：히읏
이 명칭은 “훈몽자회(訓蒙字會)”(1527년)에서의 명칭을 답습한 것이며 한국에서의 명칭도 이를 답습한 것이다.

### 한자음의 표기법
보통학교용 언문 철자법(1912년)에서는 고유어와 한자어 사이에서 표기의 원칙이 서로 달라 고유어는 실제 발음에 따라 적는 데 반해 한자어는 실제 발음과 떨어진 옛날 표기법을 유지했다. 그 결과, 모음 글자 ‘ㆍ’(아래아)나 /저/ 로 발음되는 ‘뎌, 져’와 같은 낡은 철자가 한자어에서는 여전히 남아 있었다. 언문 철자법에서는 한자어에 남아 있던 낡은 표기법의 잔재를 폐지하고 고유어와 마찬가지로 실제 발음에 의거해 적기로 했다.
| 철자법 대요* | 언문 철자법 |
| ------------ | ----------- |
| 댱관         | 장관        |
| 뎍당         | 적당        |
| 뎨일         | 제일        |
| 쥬인         | 주인        |

* ‘철자법 대요’는 ‘보통학교용 언문 철자법 대요’(1921년)를 이른다.

### 받침의 표기법
그 이전의 맞춤법은 표음주의적인 경향이 강하며 또 받침 글자로는 ‘ㄱ, ㄴ, ㄹ, ㅁ, ㅂ, ㅅ, ㅇ’ 일곱 가지만 인정했기 때문에 어간과 어미의 경계를 뚜렷하지 못하게 적을 수밖에 없었다. 언문 절차법에서는 형태주의를 널리 도입하여 어간을 일정하게 적기로 했다. 형태주의적 표기법 도입과 함께 ‘ㄷ, ㅌ, ㅈ, ㅊ, ㅍ’과 같은 자음 자모를 받침으로서 사용하는 것을 인정하며 또한 ‘ㄲ, ㄳ, ㅄ, ㄵ, ㄾ, ㄿ, ㄺ, ㄻ, ㄼ’과 같은 두 글자 받침도 인정했다.
| 철자법 대요 | 언문 철자법 |
| ----------- | ----------- |
| 밧헤        | 밭에        |
| 깁흘        | 깊을        |
| 갑슨        | 값은        |
| 닥글        | 닦을        |

그 한편 ‘ㅋ, ㅎ’을 받침 글자로 사용하는 것은 인정되지 않았으며 현행 맞춤법에서 인정된 두 글자 받침 중 ‘ㄶ, ㅀ, ㅆ’은 여기서 인정되지 않았다.
| 언문 철자법 | 현행 맞춤법* |
| ----------- | ------------ |
| 조타        | 좋다         |
| 좃소        | 좋소         |
| 만타        | 많다         |
| 깊엇다      | 깊었다       |

* ‘현행 맞춤법’은 ‘한글 맞춤법’(남)과 ‘조선말규범집’(북)을 이른다.
받침 ‘ㅊ’으로 끝나는 체언에 조사 ‘에’가 붙을 때는 ‘테’로 적었다. 또 ‘ㅌ’으
로 끝나는 체언에 ‘이’가 붙을 때는 ‘치’로 적었다. 이들은 실제 발음에 입각한 표기법인데 언문 철자법의 불완전한 형태주의라 할 수 있다.
| 언문 철자법 | 현행 맞춤법 |
| ----------- | ----------- |
| 숯테        | 숯에        |
| 끝치        | 끝이        |

ㄷ불규칙 용언의 받침에는 ‘ㅅ’를 사용했다.
| 언문 철자법 | 현행 맞춤법 |
| ----------- | ----------- |
| 뭇다(問)    | 묻다        |
| 듯다        | 듣다        |

### 합성어의 표기법
합성어에서 첫째 요소 끝에 사이시옷을 받침으로 표기함은 한글 맞춤법(한국 현행 맞춤법)과 동일하다. 다만 한글 맞춤법에서는 첫째 요소가 자음으로 끝날 경우에 사이시옷을 표기하지 않는 데 반해 언문 철자법에서는 첫째 요소가 자음으로 끝날 경우 첫째 요소와 둘째 요소 사이에 사이시옷을 한 글자로 적었다.
| 언문 철자법 | 한글 맞춤법 |
| ----------- | ----------- |
| 담뱃대      | 담뱃대      |
| 문ㅅ자      | 문자        |

참고로, 요소 사이에 사이시옷을 한 글자로 표기하는 방법은 1933년에 제정한 한글 맞춤법 통일안에서 채택되지 않았지만 1940년 개정판에서 채택되었다.

### 어미의 표기법
용언 ‘-아/-어’형에서 어간 끝소리가 ‘ㅣ, ㅐ, ㅔ, ㅚ, ㅟ, ㅢ’일 경우에 ‘-여’를 붙인다. 끝소리가 ‘ㅣ’인 경우는 뒤에 오는 ‘-여’와 함께 줄여서 ‘ㅕ’로 적으며 ‘이여’로 적는 것은 ㅅ불규칙 용언에 한정된다. 또 ‘지, 치’에 ‘-여’가 붙어서 줄어질 때는 ‘저, 처’로 적었는데 이는 ‘져, 쳐’라는 적기가 인정되지 않았기 때문이다.
이 표기에 관련해서 한글 맞춤법 통일안에서는 완전한 형태주의에 의거해 양모음 어간의 경우에는 ‘-아’, 음모음 어간의 경우에는 ‘-어’로 적기로 했으며 현행 한글 맞춤법도 이를 따른다. 한편 북조선에서는 조선어 철자법(1954년)에서 이미 언문 철자법과 마찬가지로 ‘-여’로 적기로 되어 있다.
| 언문 철자법 | 한글 맞춤법 | 조선어 철자법 |
| ----------- | ----------- | ------------- |
| 되여        | 되어        | 되여          |
| 그려        | 그려/그리어 | 그려/그리여   |
| 이여(續)    | 이어        | 이어          |
| 저          | 져          | 져            |

/요/ 로 발음되는 어미는 하오체에 연유되는 것과 해요체에 연유되는 것을 가리지 않고 둘다 ‘오’로 적었다.
| 언문 철자법 | 현행 맞춤법    |
| ----------- | -------------- |
| 가시오      | 가시오(하오체) |
| 먹지오      | 먹지요(해요체) |

부사형 어미 ‘-이, -히’는 발음에 따라 가려 쓴다고 하며 현행 맞춤법과 구분할 원리를 달리한다.
| 언문 철자법 | 현행 맞춤법 |
| ----------- | ----------- |
| 불상히      | 불쌍히      |
| 나란이      | 나란히      |

### 일본어 표기 규정
‘ス, ツ’를 ‘스, 쓰’로 표기하는 점은 한국의 현행 일본어 표기법과 궤를 같이한다. 그 한편 장모음 표기에 일본어 표기법과 마찬가지로 장음 기호 ‘ー’를 사용했다.

## 참고 문헌
- 朝鮮總督府(1930) “普通學校朝鮮語讀本卷一編纂趣意書” (金敏洙他編, 歴代韓國文法大系 第3部 第8冊, 1985 에 수록된 영인에 의거함)

## 같이 보기
- 보통학교용 언문 철자법
- 한글 맞춤법 통일안